# Roger Corman
Roger William Corman (Detroit, 5 de abril de 1926 – Santa Mônica, 9 de maio de 2024) foi um diretor, roteirista e produtor norte-americano. Um dos grandes realizadores dos chamados filmes B, trabalhou para a American International Pictures.

## Carreira
Formado em engenharia pela Universidade de Stanford e ex-aluno de literatura inglesa na Universidade de Oxford. É um dos nomes históricos entre os independentes de Hollywood, lançou as carreiras de diversos diretores e atores hoje consagrados. Entre os atores, podemos citar Robert de Niro e Jack Nicholson. Dos diretores, foi Corman o primeiro a reconhecer John Landis, Francis Ford Coppola, Martin Scorsese, James Cameron, Tim Burton, Ron Howard, Joe Dante, Peter Bogdanovich e Jonathan Demme.
Além disso, assinou nos anos 60 uma série de adaptações para o cinema de filmes inspirados nos contos de Edgar Alan Poe (e no poema O Corvo), e proporcionou trabalho a atores de vulto que andavam relegados ao esquecimento pela indústria cinematográfica: entre eles, Peter Lorre e Boris Karloff. Foi também responsável pela consagração do extraordinário ator Vincent Price como protagonista de filmes de terror, ainda que não tenha sido o primeiro a dirigi-lo.
Corman produziu e realizou mais de 400 filmes, gabando-se de ter perdido dinheiro apenas com um, The Intruder (1962), uma história antirracista com William Shatner.
Foi agraciado com o Oscar Honorário em 2009.

## Morte
Corman morreu em 9 de maio de 2024, aos 98 anos, em Santa Mônica.

## Filmografia parcial
- 1956 - The Beast with a Million Eyes (não creditado)
- 1956 - Day the World Ended
- 1956 - It Conquered the World
- 1957 - O Emissário de Outro Mundo (Not of This Earth)
- 1957 - Attack of the Crab Monsters
- 1957 - The Undead
- 1958 - Teenage Caveman
- 1958 - War of the Satellites
- 1959 - A Bucket of Blood
- 1959 - A Mulher Vespa (The Wasp Woman)
- 1960 - O Solar Maldito (The Fall of the House of Usher)
- 1960 - A Pequena Loja dos Horrores (The Little Shop of Horrors)
- 1960 - The Last Woman on Earth
- 1961 - A Mansão do Terror (The Pit and the Pendulum)
- 1961 - Creature from the Haunted Sea
- 1962 - A Torre de Londres (Tower of London)
- 1962 - The Premature Burial
- 1962 - Muralhas do Pavor (Tales of Terror)
- 1963 - Terror no Castelo (The Terror)
- 1963 - O Corvo (The Raven)
- 1963 - O Homem dos Olhos de Raio-X (X: The Man with the X-Ray Eyes)
- 1963 - O Castelo Assombrado (The Haunted Palace)
- 1964 - A Máscara Mortal (The Masque of the Red Death)
- 1964 - O Túmulo Sinistro (The Tomb of Ligeia)
- 1967 - The St. Valentine's Day Massacre
- 1967 - The Trip
- 1970 - Bloody Mama
- 1970 - Ga-s-s-s! Or it became necessary to destroy the world in order to save it
- 1978 - Deathsport (não creditado)
- 1990 - Frankenstein, o Monstro das Trevas (Frankenstein Unbound)